# Asia (Schiff, 1953)
Die Asia war ein 1953 in Dienst gestelltes Passagierschiff der italienischen Reederei Lloyd Triestino, das bis September 1967 im Liniendienst nach Hongkong und anschließend bis 1975 nach Kapstadt und Karatschi im Einsatz war. Nach ihrer Ausmusterung wurde sie 1977 zu einem Tiertransporter umgebaut und blieb als solcher noch bis 1985 in Fahrt. Im selben Jahr ging das Schiff zum Abwracken nach Pakistan.

## Geschichte
Die Asia wurde am 4. Januar 1951 unter der Baunummer 1766 in der Werft von Cantieri Riuniti dell’Adriatico in Triest auf Kiel gelegt und lief am 28. Oktober 1951 vom Stapel. Nach der Ablieferung an den Lloyd Triestino am 24. April 1953 brach das Schiff im selben Monat zur Jungfernfahrt von Venedig nach Hongkong auf. Anschließend verkehrte es im Liniendienst zwischen Genua und Hongkong. Die Asia benötigte für die Überfahrt von Genua nach Hongkong einen knappen Monat. Das im selben Jahr in Dienst gestellte Schwesterschiff der Asia war die Victoria, später bekannt als Anastasis von Mercy Ships. In ihrem Aussehen und ihren Abmessungen sehr ähnliche, aber keine direkten Schwesterschiffe waren zudem die Europa und die Africa von 1952.
Ab 1965 lief die Asia von Triest aus Hongkong an. Zwei Jahre später wechselte sie auf die Route von Triest nach Kapstadt und Karatschi. Nach acht weiteren Dienstjahren wurde das Schiff am 11. April 1975 in Triest aufgelegt.
Im Juni 1975 ging die Asia in den Besitz der Rashid Fares Enterprises mit Sitz im Libanon über, wurde in Persia umbenannt und nach zwei Jahren Liegezeit zum Tiertransporter umgebaut. 1984 ging sie als Norleb an die ebenfalls im Libanon ansässige Norleb Shipping Enterprises, blieb für diese Reederei jedoch nur ein Jahr in Fahrt. Am 10. Dezember 1985 traf das Schiff schließlich zum Abbruch im pakistanischen Gadani ein.